# Rhabdiopteryx triangularis
Rhabdiopteryx triangularis är en bäcksländeart som beskrevs av Braasch och Joost 1972. Rhabdiopteryx triangularis ingår i släktet Rhabdiopteryx och familjen vingbandbäcksländor. Inga underarter finns listade i Catalogue of Life.